# 张家胜 (1968年)
张家胜（1968年10月—），湖北江陵人，汉族，中国共产党党员，1989年毕业于北京师范大学。中华人民共和国政治人物、第十三届全国人民代表大会湖北省代表。曾任浙江省人民政府副省长、党组成员，现任国家体育总局副局长、党组成员，中国足球协会党委书记。

## 生平
早期在湖北省荆州市工作，曾任荆州市沙市区委常委、副区长。
2005年，张家胜经公开选拔，担任湖北省科协副主席。其间，于2008年援疆，任新疆博尔塔拉蒙古自治州党委副书记，并担任湖北省援疆干部领队。
2010年，张家胜结束援疆回到湖北，任黄石市委常委、组织部长，2011年任黄石市委副书记，后同时担任市委政法委书记、市公安局党委书记、黄石经济技术开发区工委第一书记等职。2015年，张家胜任湖北省体育局局长、党组书记。2017年，任宜昌市人民政府市长。2021年4月，任中共黄冈市委书记。
2023年1月，张家胜离开湖北，出任浙江省人民政府副省长。2023年5月，进京赴任国家体育总局副局长、党组成员。